# Racing Club de Roubaix
El Racing Club de Roubaix fou un club de futbol francès de la ciutat de Roubaix.

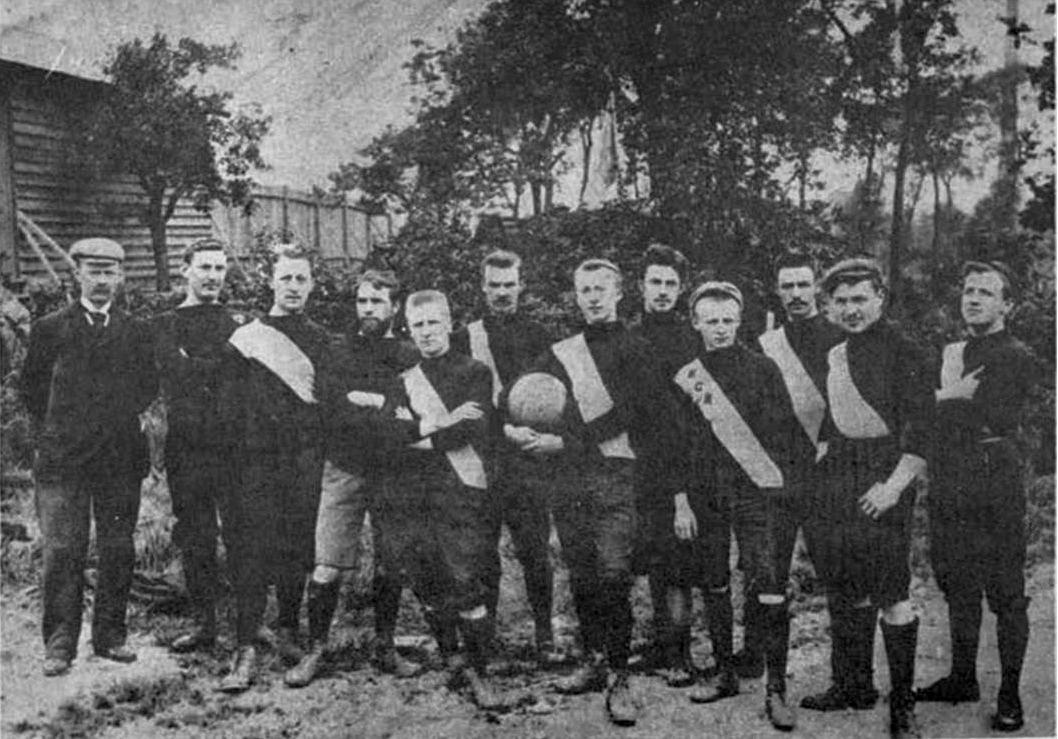
RC Roubaix el 1895 o 1896.

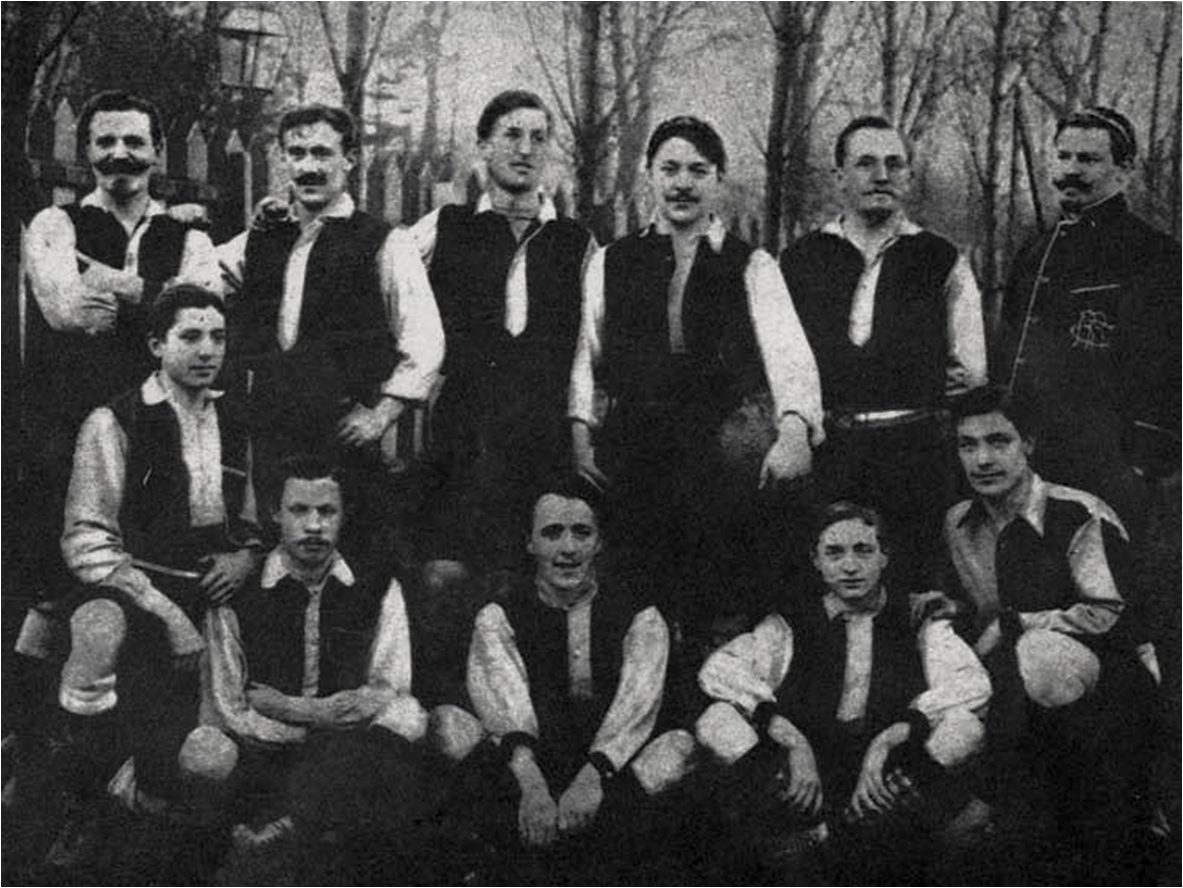
RC Roubaix el 1902.

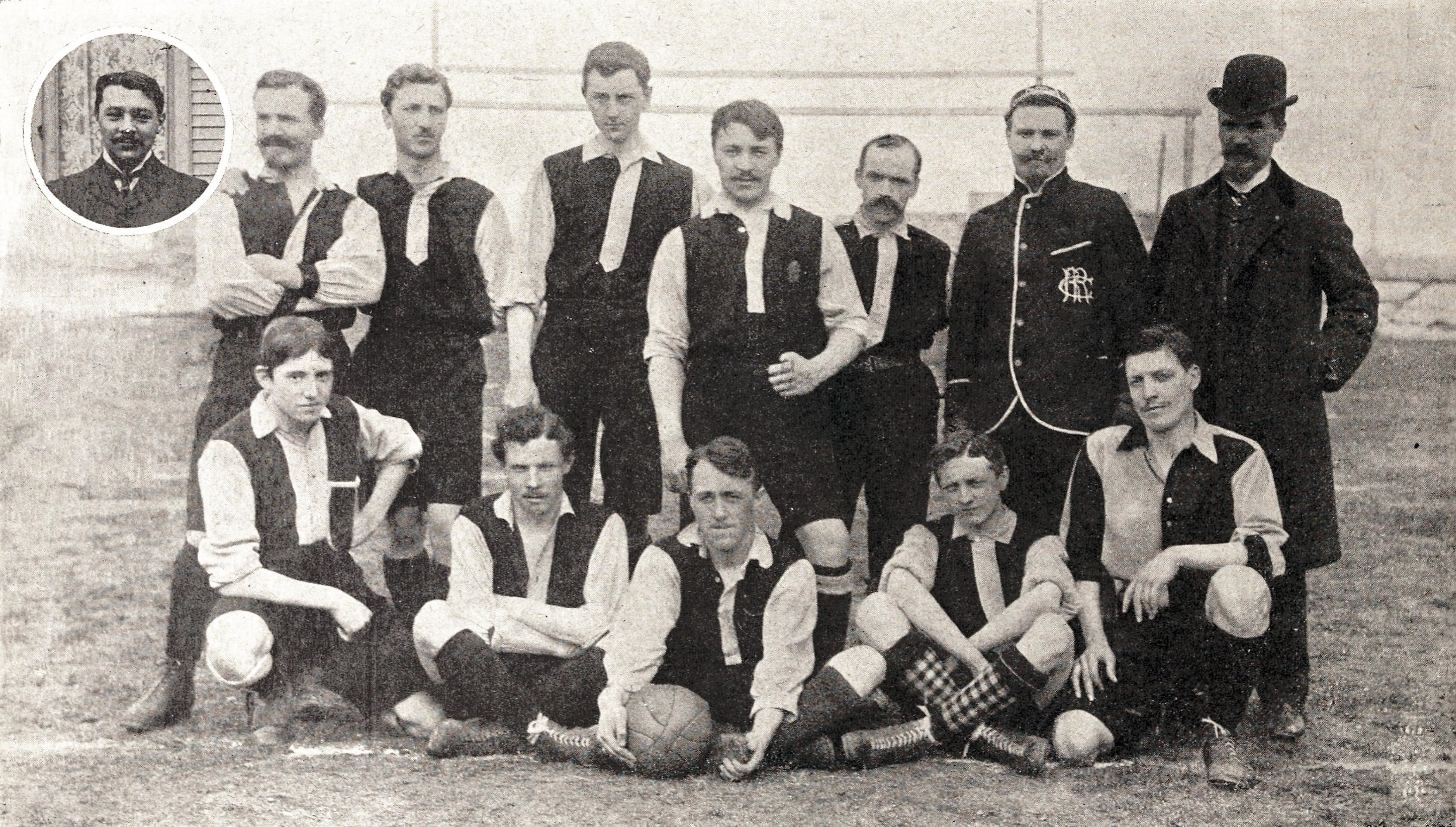
RC Roubaix el 1902.

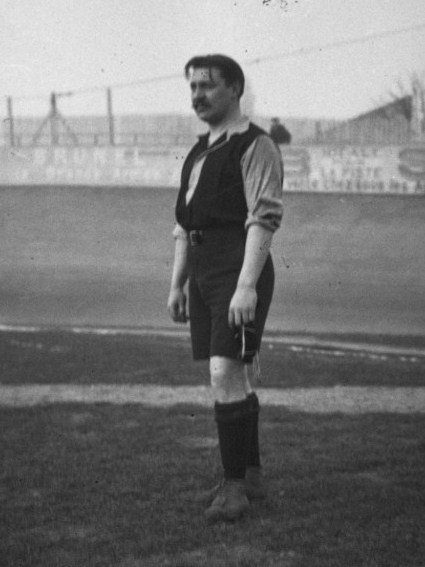
Léon Dubly el 1904.

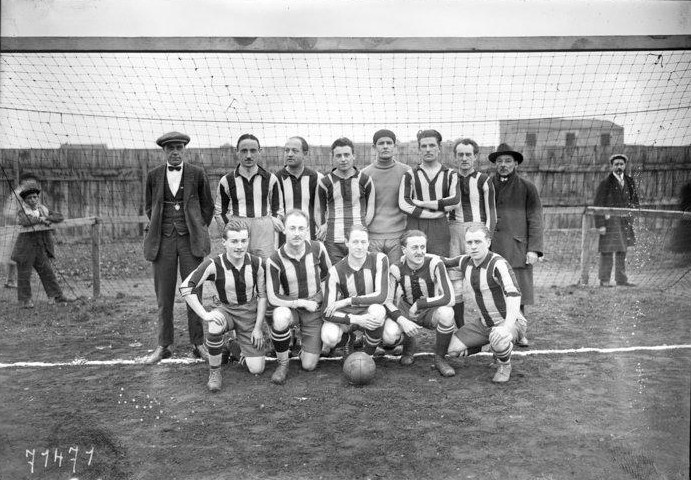
RC Roubaix el 1922.

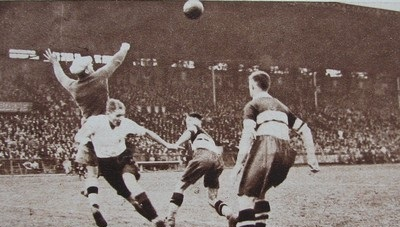
RC Roubaix vs Excelsior AC Roubaix el 1933.

## Història
El club va ser fundat el 1895 i fou molt exitós durant els anys anteriors al professionalisme a França. Fou cinc cops campió de l'USFSA entre 1902 i 1908. El 1933, després de perdre dos cops a la final de la Copa de França davant el rival ciutadà Excelsior AC Roubaix, el club esdevingué professional i ascendí a la Division 1 el 1936. Després de la guerra mundial es fusionà amb Excelsior AC Roubaix i US Tourcoing per formar CO Roubaix-Tourcoing (1945-1963). El 1963, CO Roubaix-Tourcoing per la seva llicència professional i el RC Roubaix decidí fusionar-se amb Stade Roubaix, per crear el Racing Stade Roubaisien. Més tard es fusionà amb Roubaix Football (antic Excelsior AC Roubaix) naixent el Stade Club Olympique de Roubaix, club que desaparegué el 1995.
Evolució del nom:
- 1895-1944. Racing Club de Roubaix.
- 1944-1963. CO Roubaix-Tourcoing.
- 1964-1990. Racing Stade Roubaisien.
- 1990-1995. Stade Club Olympique de Roubaix (SCOR).

Històric de fusions i canvis de nom
|                                          |                              |                              |                              |                              |                              |  |  | Racing Club de Roubaix (1895-1945)           |                                     |                                     |                                     |                                     |                                     |  |  |                              |                              |                              |                              |                              |                              |  |  |  |  |  |  |  |  |
|                                          |                              |                              |                              |                              |                              |  |  |                                              |                                     |                                     |                                     |                                     |                                     |  |  |                              |                              |                              |                              |                              |                              |  |  |  |  |  |  |  |  |
|                                          |                              |                              |                              |                              |                              |  |  | Club olympique Roubaix-Tourcoing (1945-1963) |                                     |                                     |                                     |                                     |                                     |  |  |                              |                              |                              |                              |                              |                              |  |  |  |  |  |  |  |  |
|                                          |                              |                              |                              |                              |                              |  |  |                                              |                                     |                                     |                                     |                                     |                                     |  |  |                              |                              |                              |                              |                              |                              |  |  |  |  |  |  |  |  |
|                                          |                              |                              |                              |                              |                              |  |  | Racing Club de Roubaix (1963-1964)           | Racing Club de Roubaix (1963-1964)  | Racing Club de Roubaix (1963-1964)  | Racing Club de Roubaix (1963-1964)  | Racing Club de Roubaix (1963-1964)  | Racing Club de Roubaix (1963-1964)  |  |  | Stade roubaisien (1896-1964) | Stade roubaisien (1896-1964) | Stade roubaisien (1896-1964) | Stade roubaisien (1896-1964) | Stade roubaisien (1896-1964) | Stade roubaisien (1896-1964) |  |  |  |  |  |  |  |  |
|                                          |                              |                              |                              |                              |                              |  |  | Racing Club de Roubaix (1963-1964)           | Racing Club de Roubaix (1963-1964)  | Racing Club de Roubaix (1963-1964)  | Racing Club de Roubaix (1963-1964)  | Racing Club de Roubaix (1963-1964)  | Racing Club de Roubaix (1963-1964)  |  |  | Stade roubaisien (1896-1964) | Stade roubaisien (1896-1964) | Stade roubaisien (1896-1964) | Stade roubaisien (1896-1964) | Stade roubaisien (1896-1964) | Stade roubaisien (1896-1964) |  |  |  |  |  |  |  |  |
| Roubaix Football (1977-1990)             | Roubaix Football (1977-1990) | Roubaix Football (1977-1990) | Roubaix Football (1977-1990) | Roubaix Football (1977-1990) | Roubaix Football (1977-1990) |  |  | Racing Stade de Roubaix (1964-1990)          | Racing Stade de Roubaix (1964-1990) | Racing Stade de Roubaix (1964-1990) | Racing Stade de Roubaix (1964-1990) | Racing Stade de Roubaix (1964-1990) | Racing Stade de Roubaix (1964-1990) |  |  |                              |                              |                              |                              |                              |                              |  |  |  |  |  |  |  |  |
| Roubaix Football (1977-1990)             | Roubaix Football (1977-1990) | Roubaix Football (1977-1990) | Roubaix Football (1977-1990) | Roubaix Football (1977-1990) | Roubaix Football (1977-1990) |  |  | Racing Stade de Roubaix (1964-1990)          | Racing Stade de Roubaix (1964-1990) | Racing Stade de Roubaix (1964-1990) | Racing Stade de Roubaix (1964-1990) | Racing Stade de Roubaix (1964-1990) | Racing Stade de Roubaix (1964-1990) |  |  |                              |                              |                              |                              |                              |                              |  |  |  |  |  |  |  |  |
|                                          |                              |                              |                              |                              |                              |  |  |                                              |                                     |                                     |                                     |                                     |                                     |  |  |                              |                              |                              |                              |                              |                              |  |  |  |  |  |  |  |  |
| Stade Club olympique Roubaix (1990-1995) |                              |                              |                              |                              |                              |  |  |                                              |                                     |                                     |                                     |                                     |                                     |  |  |                              |                              |                              |                              |                              |                              |  |  |  |  |  |  |  |  |
|                                          |                              |                              |                              |                              |                              |  |  |                                              |                                     |                                     |                                     |                                     |                                     |  |  |                              |                              |                              |                              |                              |                              |  |  |  |  |  |  |  |  |

## Palmarès
- Lliga francesa de futbol: 
  - 1902, 1903, 1904, 1906, 1908

- DH Nord: 
  - 1923, 1925, 1926, 1930

## Entrenadors destacats
- Franz Platko: 1933-1934
- Charles Griffiths: 1935-1936

Font:
| Jugador                 | Partits | Període   | Partits totals |
| ----------------------- | ------- | --------- | -------------- |
| André François          | 6       | 1906-1908 | 6              |
| Émile Sartorius         | 5       | 1906-1908 | 5              |
| Albert Jenicot          | 3       | 1908      | 3              |
| Maurice Vandendriessche | 2       | 1908      | 2              |
| André Renaux            | 1       | 1908      | 1              |
| Jean Dubly              | 1       | 1908      | 1              |
| Charles Renaux          | 1       | 1908      | 1              |
| Raymond Dubly           | 31      | 1913-1925 | 31             |
| Émile Dusart            | 1       | 1914      | 1              |
| Gérard Isbecque         | 4       | 1923-1924 | 4              |
| Raymond Wattine         | 1       | 1923      | 1              |
| Marcel Vanco            | 1       | 1923      | 8              |
| Edmond Leveugle         | 1       | 1926      | 1              |
| Jules Cottenier         | 4       | 1932-1934 | 4              |
| Georges Verriest        | 14      | 1933-1936 | 14             |
| Edmond Delfour          | 5       | 1937-1939 | 41             |
| Michel Frutoso          | 1       | 1937      | 1              |
| Total                   | 83      | 1906-1939 | 126            |